# Rubers Law
Rubers Law är ett berg i Storbritannien.   Det ligger i kommunen Scottish Borders och riksdelen Skottland, i den centrala delen av landet, 500 km norr om huvudstaden London. Toppen på Rubers Law är 409 meter över havet, eller 179 meter över den omgivande terrängen. Bredden vid basen är 3,1 km.
Terrängen runt Rubers Law är varierad.Runt Rubers Law är det glesbefolkat, med 12 invånare per kvadratkilometer. Närmaste större samhälle är Hawick, 7,7 km väster om Rubers Law. Trakten runt Rubers Law består i huvudsak av gräsmarker.